# بلدة ميلك
ميلك هي مدينة في النمسا، تحديداً في ولاية النمسا السفلى الفيدرالية، بجوار وادي فاخاو على طول نهر الدانوب، ويبلغ عدد سكان ميلك 5257 نسمة (اعتبارًا من 2012)، وتشتهر بأنها موقع دير البينديكتين الباروكي الضخم المسمى كنيسة ميلك.

## نبذة
تم ذكر المدينة للمرة الأولى باسم ميديليكا في عام 831 هبة من لويس الألماني؛ الاسم مأخوذ من كلمة سلافية تعني «الحدود». أعطيت المنطقة المحيطة بميلك إلى ليوبولد الأول ، مارغريف النمسا، في عام 976 لتكون بمثابة حاجز بين المجريين من الشرق وبافاريا من الغرب. في عام 996 ورد ذكر لأول مرة منطقة تعرف باسم Ostarrîchi وهو أصل كلمة Österreich وتعني (النمسا باللغة الألمانية). جرف الدير الحالي احتفظ بقلعة بابنبرغر حتى تم تسليم الموقع إلى الرهبان البينديكتين من مجاورتهم بلدة لامباخ تحت يد ليوبولد الثاني في عام 1089. حصلت ميلك على حقوق السوق في عام 1227 وأصبحت بلدية في عام 1898. في منطقة صغيرة جدًا، تحتوي ميلك على قدرًا كبيرًا من التنوع المعماري من عدة قرون.

## معالم بارزة

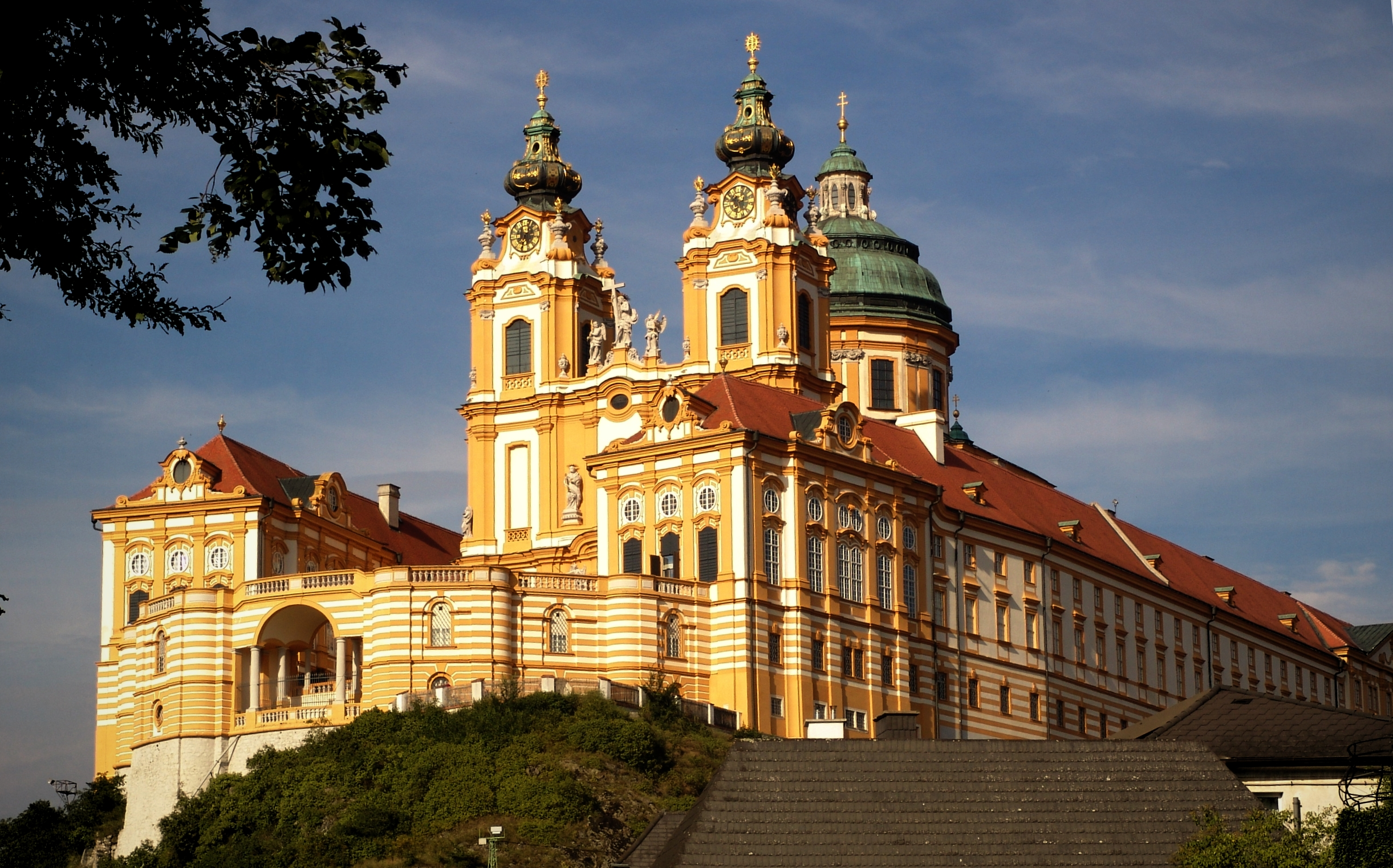
دير ميلك

يعد دار فورستير، الذي يضم أرشيفات المدينة ومكتب المعلومات السياحية، نقطة بداية الجولة، وبجانب دار فورستير، يلتقي زاكلوارقاسيه مع طريق فيينا، وتم تقييد زاكلوارقاسيه من جانب واحد ببقايا سور المدينة القديمة، وعند هذا التقاطع، يمكن للمرء أن يجد Wiener Tor (بوابة فيينا) حتى عام 1874. لقد كانت جنبًا إلى جنب مع Linzer Tor (بوابة لينز) في الجانب الآخر من المدينة، وتعتبر أحد المدخلين لمدينة ميلك على مر القرون.
بعد عدة أمتار، يفتح طريق فيينا على ساحة دار البلدية المرمم بمودة، والحاصل على اسمه من مجلس البلدية الذي تم بناؤه عام 1575، أعيد تصميم واجهة دار البلدية منذ 150 عامًا، وباب المدخل المتقن للغاية، المصنوع من الخشب والنحاس، يعد أبرز معالم دار مجلس المدينة.
على يسارها يوجد دار ليبزيلتر السابق، والذي يعود تاريخه إلى عام 1657 وأصبح في الوقت الراهن صيدلية، وعلى اليمين هنالك مبنى علماني يعود إلى العصور الوسطى، وتقع نافورة سوق كولومان في وسط ساحة دار البلدية وتعتبر هدية من الدير إلى المدينة، ويمكن رؤية تمثال القديس كولومان على قمة النافورة.
يبلغ عمر محل الخبز القديم بأبراجه الصغيرة حوالي 400 عام ولا يزال مغطى بسقف من الألواح الخشبية الاصلية، وخلف متجر الخبز القديم يمتد أقدم ممر في ميلك، ممر شتيرنقاسيه، والذي كان الشارع الرئيسي في المدينة. تشير اللوحات الجدارية الشيقة على المنازل إلى ما كانت عليه من قبل، بينما تحتوي بعض المنازل الأخرى على ساحات فناء مذهلة.
يعتبر Haus am Stein المخفي («منزل على الصخرة») أقدم مبنى في ميلك، اذ تم بناؤه خلال القرن الخامس عشر، وواجهته مغطاة بكرمة قديمة محمية. عند ذراع نهر الدانوب، يمكن التعرف على أجزاء من أسوار المدينة السابقة والبرج الدائري. بعد أرض نيبولونغين ومروراً بسالتزهوف، يصل الزائر إلى دار شيفسمايستر بعلامات ارتفاع منسوب المياه على الواجهة، ووصل نهر الدانوب إلى 15.8 مترًا فوق مستوى المياه المعتاد في عام 1501.
تم بناء Haus auf dem Stein («منزل على الصخرة») أقل من 50 عامًا بعد كارثة المياه المدمرة هذه، وتم استخدامه كمشغل من قبل الرسام النمساوي والتر برينزل، كان مقابل بوابة فيينا، وبوابة لينز، وكان يقع تحديداً في نهاية شارع لينز. لم تعد أي من البوابتين موجودة، ولكن يمكن العثور على الرسوم التوضيحية التاريخية في أرشيف المدينة. في زاوية Stadtgraben (الخندق المائي)، يوجد برج دفاعي، حيث لا تزال أجزاء منه في حالته الأصلية.
يقع مكتب البريد القديم في نهاية الخندق المائي الذي تم بناؤه عام 1792، وتم تزيين واجهته بنحت بهيج تم إنشاؤه في نهاية عصر الباروك. ويستخدم مكتب البريد القديم الآن كمركز للمؤتمرات. تهيمن القوطية Pfarrkirche (كنيسة الرعية) على محكمة الكنيسة. تم تصميم مجموعة الجلجلة في أواخر العصر القوطي والمدمجه في الواجهة الشمالية، ويعتبر تمثال مهم. قبل أن يتصل الطريق الرئيسي بساحة دار البلدي، يوجد لوح يخلد ذكرى المؤلف الموسيقي النمساوي العظيم أنطون بروكنر.
حوالي 5 كيلومتر (3.1 ميل) جنوب المدينة تقع قلعة عصر النهضة المعروفة شالابورغ.
أثناء الحرب العالمية الثانية، كان يوجد هنا معسكر فرعي لمعسكر اعتقال ماوتهاوزن.  وفي الوقت الراهن محرقة الجثث السابقة عبارة عن متحف بينما بقية المخيم يعتبر جزءًا مما يُعرف الآن بثكنات بيراجو التابعة للجيش النمساوي.
في عام 1950، أقيمت أول بطولة الشطرنج النمساوية الرسمية للنساء في ميلك، وفازت بها سالومي ريشر.

## الاشخاص
- جيرترود من بابنبرغ، دوقة بوهيميا
- اينغومار جرونار (مواليد 1938)، ملحن
- ماكسيميليان ستادلر

## في الخيال
شريك البطولة في رواية الكاتب امبيرتو ايكو اسم الوردة هو ادسو من ميلك، وهو مبتدئ بنديكتيني سافر عام 1327. 

## وصلات خارجية
- دير ستيفت ملك نسخة محفوظة 5 فبراير 2003 على موقع واي باك مشين.
- عصر النهضة قلعة شالابورج